# グローバル・スタディーズ
グローバル・スタディーズ（Global Studies）は社会動向・環境動向に関する学際的研究分野である。
研究対象としては、国際政治学、国際経済学、国際法、ならびに生態学、地理学、文化人類学、民族誌学など多岐に渡る。国家や国民など比較的ミクロな視点に重点を置くことは少なく、文化的・経済的なグローバル化、多国間の政治的構造、地球規模の環境問題などのより広い問題に焦点を当てている点で、国際関係論とは区別される。

## グローバルスタディーズの特性
2008年に初めて開催されたグローバルスタディーズコンソーシアムの年次総会(東京)において、グローバル・スタディーズの研究結果に多く共通する以下特性が認められた。
- 超国家的性質：国際関係論で研究されるような国家間のつながりだけでなく、むしろ地球規模の社会的現象、環境的影響を対象とする。
- 学際的性質：政治・経済学、文化人類学などの側面だけではなく、生態学、地理学、など自然科学的側面も持ち、分野横断的に広範な事柄を研究対象とする。
- 現代的性質・歴史的性質：現代の国際政治や国際法を基にした世界情勢の解析を研究対象とするだけでなく、世界史上の国際戦争なども研究対象であり、ギリシャ帝国やローマ帝国の趨勢から現代の紛争・侵略なども論ずることがある。
- ポストコロニアルと批判理論：超国家的視点からは、ヨーロッパ中心主義やオリエンタリズムを通じて従来的なグローバリズムを考じることは不適切であることも多い。西洋/東洋といった単純化された視点だけではなく、脱植民地的な視点、多文化社会的な視点から多角的に分析することが求められる。

## 歴史と背景
20世紀後半以降のIT革命により、小団体や個人が国を超えての情報交換を簡単にできるようになっていった。この急激な社会変化の結果として、グローバル・スタディーズの重要性は増していると言える。国や地域といった枠組みに捉われすぎることなく、自身は「地球市民」であるという自覚を持ち、他民族間・多国間において活躍する人材を育てることが、グローバルスタディーズ教育を行う大きな目的の一つとなっている。

## 研究対象
グローバル化の結果どのような影響が引き起こされるかや、国家、経済、社会、文化、および人々の相互関係の変化影響を考察することが多い。現在の研究における中心的な話題として、国家安全保障や外交について、参加民主主義とそれを促進する市民権のあり方、世界市場における競争力の獲得方法などが挙げられる。

### 国家安全保障
グローバルスタディーズの第1の目的は、国家間における安全保障政策への応用にあった。米国において最初の国際教育への投資は1966年のことであるが、米国の国際的な研究力を強化する目的を掲げ、高等教育機関への資金提供がなされている。冷戦時のこの活動においては、外交スキルを構築するためには米国市民を中心としてすべての市民が地球規模の問題を理解する必要性があると主張された。政治発展の原動力としての外交の重要性は紛争予防のための長期的な手段として現代でも強く重要視されている。
国際テロ、気候変動と環境悪化、新型コロナウイルスなどのパンデミック、大不況などの世界規模での問題を鑑みると、国家安全保障や外交教育、及びグローバルスタディーズ教育は今日重要度を増している。

### 世界経済
グローバルスタディーズの第2の目的は、グローバル市場への理解を深めることにある。国際企業の多くは、異文化間で働き、グローバル市場のニーズを捉えるスキルを備えた労働力を必要としている。日本の大学教育においても国際競争力を持つ人材育成を掲げ、一橋大学、上智大学、同志社大学を筆頭にグローバルスタディーズを冠するコースが21世紀以降に次々と設立されている。

### 地球市民としての視点と権利
グローバルスタディーズの第3の目的は、国際視点を持つ市民の育成である。グローバル化により、国内と国際の境界線が曖昧になるにつれ、市民が国際的な知識や地球規模の視点を有することがますます重要になっている。地球市民権を創造し、積極的にその権利の行使を奨励することにより、地域の問題および国際的な諸問題に対して解決力を持つ人々が増加すると考えられている。